# Hôtel hospitalier

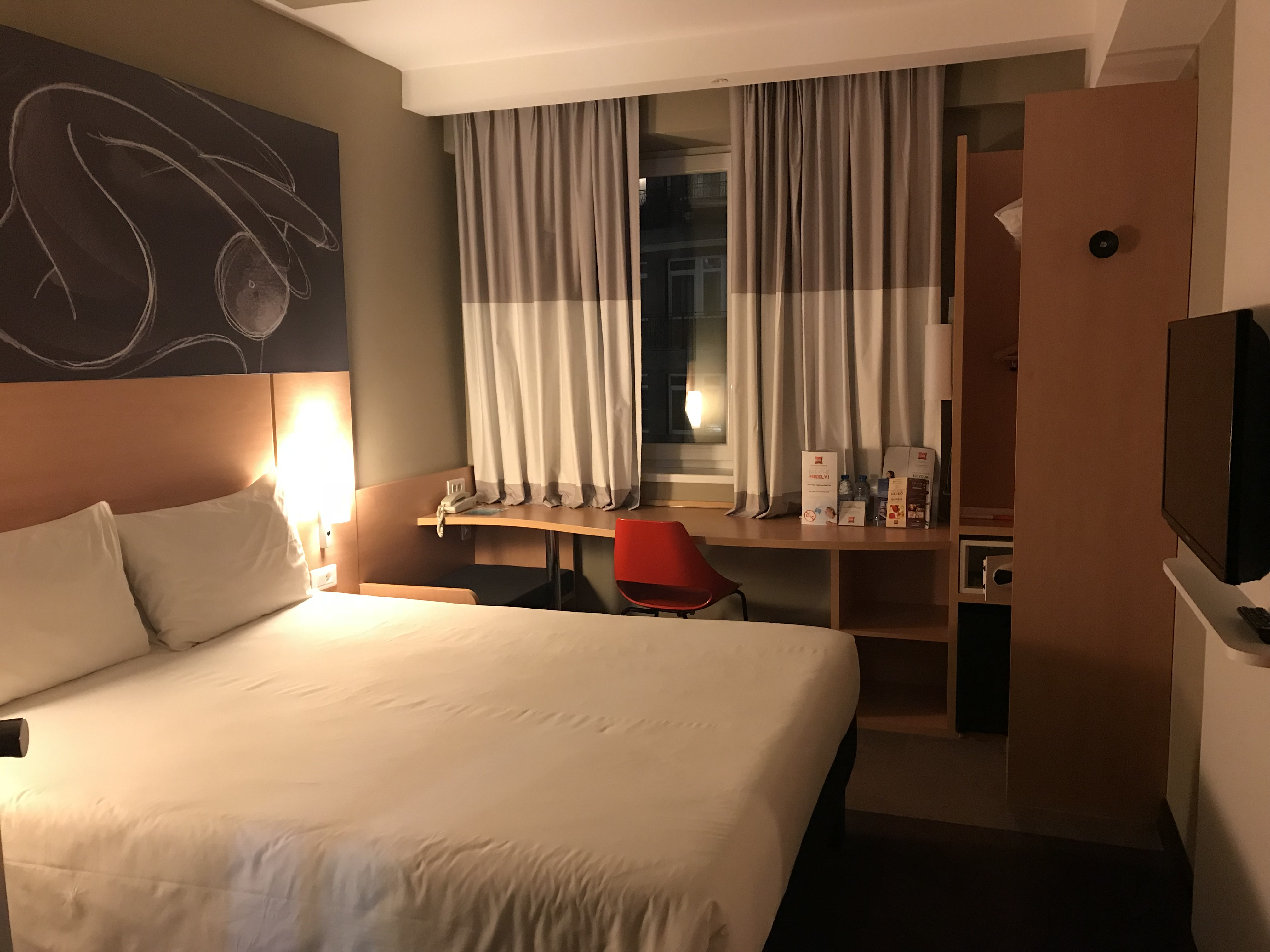
Chambre d'hôtel type pouvant servir d'Hébergement Temporaire Non Médicalisé

 (août 2022).
La mise en forme du texte ne suit pas les recommandations de Wikipédia : il faut le « wikifier ».
Les points d'amélioration suivants sont les cas les plus fréquents. Le détail des points à revoir est peut-être précisé sur la page de discussion.
- Les titres sont pré-formatés par le logiciel. Ils ne sont ni en capitales, ni en gras.
- Le texte ne doit pas être écrit en capitales (les noms de famille non plus), ni en gras, ni en italique, ni en « petit »…
- Le gras n'est utilisé que pour surligner le titre de l'article dans l'introduction, une seule fois.
- L'italique est rarement utilisé : mots en langue étrangère, titres d'œuvres, noms de bateaux, etc.
- Les citations ne sont pas en italique mais en corps de texte normal. Elles sont entourées par des guillemets français : « et ».
- Les listes à puces sont à éviter, des paragraphes rédigés étant largement préférés. Les tableaux sont à réserver à la présentation de données structurées (résultats, etc.).
- Les appels de note de bas de page (petits chiffres en exposant, introduits par l'outil «  Source ») sont à placer entre la fin de phrase et le point final[comme ça].
- Les liens internes (vers d'autres articles de Wikipédia) sont à choisir avec parcimonie. Créez des liens vers des articles approfondissant le sujet. Les termes génériques sans rapport avec le sujet sont à éviter, ainsi que les répétitions de liens vers un même terme.
- Les liens externes sont à placer uniquement dans une section « Liens externes », à la fin de l'article. Ces liens sont à choisir avec parcimonie suivant les règles définies. Si un lien sert de source à l'article, son insertion dans le texte est à faire par les notes de bas de page.
- La présentation des références doit suivre les conventions bibliographiques. Il est recommandé d'utiliser les modèles {{Ouvrage}}, {{Chapitre}}, {{Article}}, {{Lien web}} et/ou {{Bibliographie}}. Le mode d'édition visuel peut mettre en forme automatiquement les références.
- Insérer une infobox (cadre d'informations à droite) n'est pas obligatoire pour parachever la mise en page.

Pour une aide détaillée, merci de consulter Aide:Wikification.
Si vous pensez que ces points ont été résolus, vous pouvez retirer ce bandeau et améliorer la mise en forme d'un autre article.
 (août 2022).
L'hôtel hospitalier ou hôpital hors les murs est un Dispositif proposant un Hébergement Temporaire Non Médicalisé (HTNM) à proximité de l'hôpital avant ou après un séjour hospitalier ou une séance de soins.
Ce nouveau mode d'accueil des patients a été institué à l'étranger au début des années 2000 et en France en 2021. L'objectif principal de l'hôtel hospitalier est de réduire au maximum la DMS (Durée Moyenne de Séjour) afin de permettre à tous les patients une prise en charge médicale dans les plus brefs délais et recentrer l'hôpital sur sa mission de soin,.
L'hôtel hospitalier peut être un bâtiment dédié ou il peut être délégué à un tiers tel qu'un hôtel de tourisme ou une maison associative à proximité de l'établissement.

## Contexte

### À l'étranger
Le ministère de la Santé australien lance en 2001 un programme nommé Hospital Demand Management Strategy (HDMS). Ce programme a notamment donné lieu à la création de «medihotels», des établissements à médicalisation légère (adapté à des patients autonomes) à proximité ou sur le site hospitalier et gérés par la direction de l’hôpital. Ce dispositif permet aux collectivités de faire des économies car une nuit en medihotel coûte 251,20 $ contre 356,20 $ pour une nuit à l’hôtel (chiffres datant de 2006).
Les États-Unis font partie des précurseurs importants dans l’histoire de l’hôtel hospitalier car les formes que prennent le dispositif y sont nombreuses. En voici deux exemples :
Pour commencer, il existe les recovery centers, des centres hôteliers destinés à des patients en rétablissement d’une opération chirurgicale sans complication, ou pour un séjour en amont de l’intervention. Du personnel médical est présent 24h/24 pour des soins minimes. Ces chambres sont 40% moins chères mais leur coût n’est pas pris en charge par les assurances.
Il existe également, comme en France, la possibilité pour les hôpitaux de conventionner avec des hôtels à proximité. Aux États-Unis le patient peut y recevoir des soins alors qu’en France aucun soin ni aucun aménagement n’est prévu dans l’accueil des patients, seul un suivi connecté ou la visite d’une infirmière/un infirmier libéral est envisagé.
Dans les pays scandinaves tels que la Suède, la Norvège ou le Danemark, un modèle similaire à celui de la France existe déjà. Il est donc question d’un hébergement sans soins bien qu’il soit possible de faire appel à une infirmière sur place ou d’avoir recourt à un appel d’urgence vers les services de soins. La nuitée est également prescrite par un médecin et est intégralement prise en charge par le système de santé (excepté en Suède où un faible reste à charge peut être demandé au patient). 
Des bâtiments d’hébergement non médicalisés réservés aux hôpitaux existent également dans ces pays.

### Chronologie française
Un des premiers hôtels hospitaliers français date de 1992, la société Hospitel s’est implantée dans l’Hôtel-Dieu à Paris. Il s’agit d’une aile gérée par la société privée Hospitel au sein même de l’hôpital. L’hôtel accueillait des patients, leurs accompagnants et quelques touristes. Le concept a été réutilisé entre 2010 et 2012 afin de permettre à l’hôpital de développer la chirurgie ambulatoire.
Avec la mise en place de la T2A en 2004 et les difficultés hospitalières qui l'accompagnent, le modèle a été de nouveau mis en avant par le Ministère de Santé. De nouveaux textes permettant l'encadrement et le financement de l'Hébergement Temporaire Non Médicalisé voient le jour.
Voici un résumé de la chronologie de la mise en place de l'hôtel hospitalier en France :
Liste des établissements pilotes.

## Critères d'éligibilité & durée
Le dispositif concerne les patients autonomes n'ayant pas besoin d'assistance médicale et est prescrit par un médecin après examen du patient (qui doit donner son consentement).
L'éligibilité concerne notamment les patients qui résident à plus d'une heure de l'hôpital, les patients dont le logement n'est momentanément pas adapté à leur état de santé, les patients en situation d'isolement géographique ou social et les femmes enceintes résidant à plus de 45 minutes d'une unité de gynécologie-obstétrique.
Le patient majeur peut partager sa chambre avec 1 accompagnant, 2 pour les mineurs.
La durée est fixée à 3 nuitées consécutives maximum sans intervention de l’hopital et 21 nuitées au total (sauf cas particuliers).
Pour les femmes enceintes la durée est de 5 nuitées consécutives avant la date prévue d'accouchement (sauf nécessité médicale ou grossesse pathologique).

## Coût
Une nuit traditionnelle à l'hôpital coûte environ 176€ tandis que le coup d'une chambre d'hôtel varie entre 50€ et 150€ (selon la ville et le standing), en moyenne la nuit coûte 70€.
Etant donné que la CPAM (Caisse Primaire d'Assurance Maladie) prend en charge la nuitée à hauteur de 80€ à ce jour, il est possible qu'un reste à charge soit demandé au patient mais dans la plupart des cas l'hébergement temporaire est gratuit pour le patient ainsi que son/ses accompagnant(s).

## Dates et textes clés
Le 25 août 2021, le Ministère de la Santé publie un décret relatif à la mise en œuvre de la prestation d'hébergement temporaire non médicalisé et un arrêté fixant les conditions d’accès au financement de l’hébergement temporaire non médicalisé (HTNM).
Puis le 8 octobre 2021, un arrêté précise les critères d'éligibilité pour les patients.
Et enfin en avril 2022, le Ministère de la Santé publie un décret qui élargit le dispositif aux femmes enceintes ainsi qu'un arrêté qui en fixe les conditions d'accès.